# Targa Florio 1964

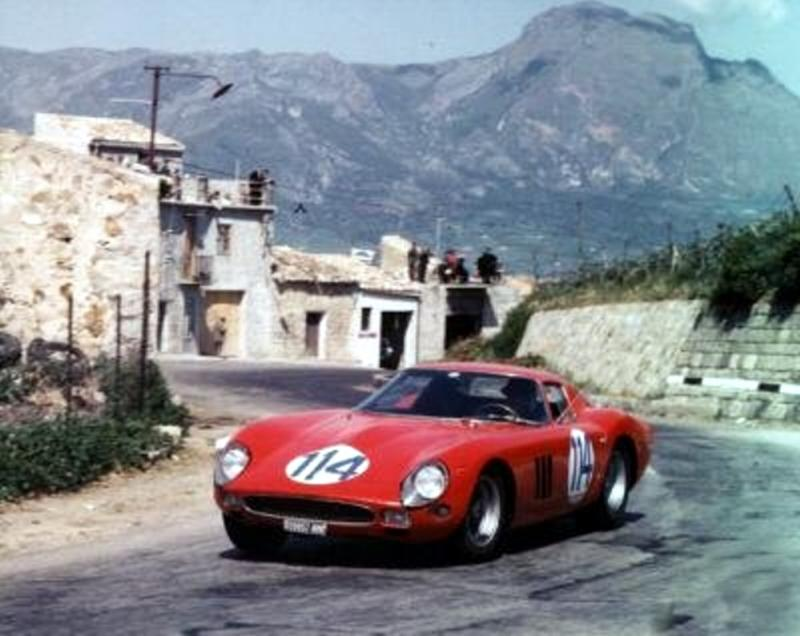
Der Ferrari 250 GTO/64 von Luigi Taramazzo und Corrado Ferlaino

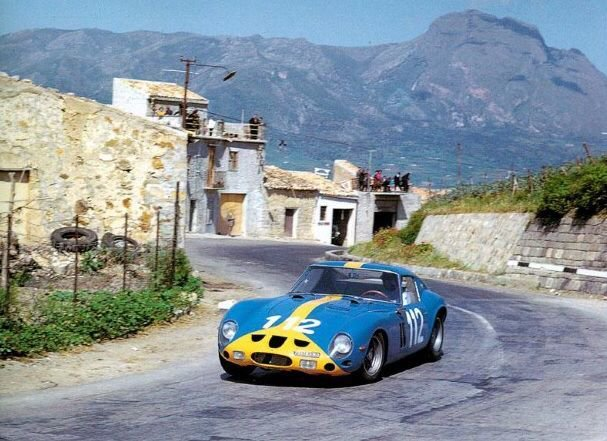
Der Ferrari 250 GTO von Ulf Norinder und Picko Troberg

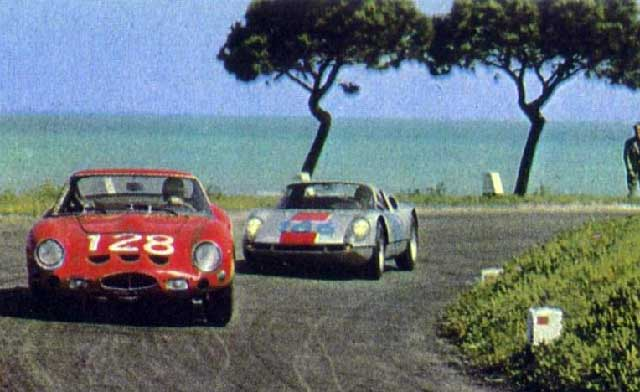
Der Ferrari 250 GTO von Egidio Nicolosi und Abramo Zanardelli vor dem Porsche 904/8 von Edgar Barth und Umberto Maglioli

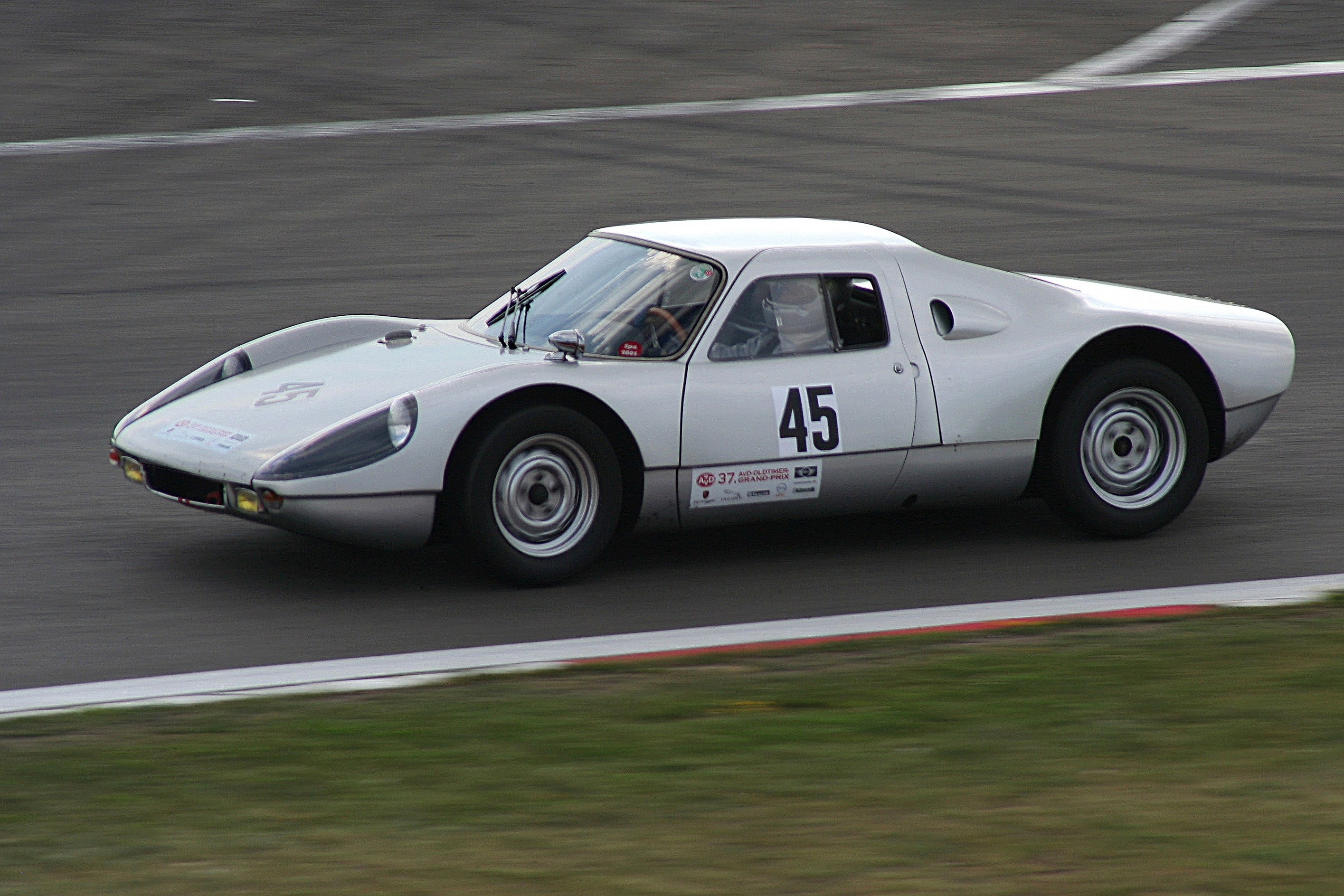
Porsche 904 GTS

Die 48. Targa Florio, auch Targa Florio, Piccolo Circuito delle Madonie, Sicilia, auf Sizilien fand am 26. April 1964 statt und war der dritte Wertungslauf der Sportwagen-Weltmeisterschaft dieses Jahres.

## Vor dem Rennen
Bevor die Startflagge zur Targa am Piccolo circuito delle Madonie fiel, war die Sportwagen-Weltmeisterschaft 1964 bereits zwei Rennen alt. Die Saisoneröffnung, das 2000-km-Rennen von Daytona auf dem Daytona International Speedway, war mit dem Erfolg von Pedro Rodríguez und Phil Hill im North American Racing Team-Ferrari 250 GTO/64 zu Ende gegangen. Das folgende 12-Stunden-Rennen von Sebring gewannen Mike Parkes und Umberto Maglioli im Werks-Ferrari 275P.

## Das Rennen
Vor dem Rennen 1964 kam es zu einigen Änderungen an der Streckenführung. Die Veranstalter versuchten besonders gefährliche Haarnadelkurven durch weniger problematische zu ersetzen. Trotz dieser Eingriffe in die Strecke blieb der Länge bei exakt 72 Kilometern. Da die Rundenanzahl von Zehn unberührt blieb, mussten auch 1964 720 Kilometer Gesamtdistanz zurückgelegt werden. 
Enzo Ferrari verzichtete mit seiner Scuderia auf eine Teilnahme am Rennen. Als offizieller Grund gab der Veranstalter Streitigkeiten zwischen Ferrari und den Offiziellen des CSI an. Ferrari bestätigte dies nicht, so wurde die Abwesenheit der Ferrari-Werkswagen nie ganz geklärt. Für die Zuseher vor Ort war das Fernbleiben der Werksmannschaft aus Maranello eine große Enttäuschung, darüber konnte auch das Antreten des Teams von Carroll Shelby nicht hinwegtrösten. Mit Unterstützung von Ford brachte der US-Amerikaner vier Wagen nach Sizilien. Gefahren wurden die Shelby Cobra von Dan Gurney, Jerry Grant, Phil Hill, Bob Bondurant, Masten Gregory und Innes Ireland sowie den beiden Italienern Vito Coco und Vincenzo Arena. Fünf Wagen beorderte Porsche-Rennleiter Fritz Huschke von Hanstein nach Palermo. Edgar Barth und Umberto Maglioli bekamen den Porsche 904/8 mit 2-Liter-Achtzylinder-Motor anvertraut. Die zwei 4-Zylinder-904-GTS fuhren  Antonio Pucci, Colin Davis, Gianni Balzarini und Herbert Linge. Joakim Bonnier und Graham Hill mussten mit einem schon in die Jahre gekommenen Porsche 718 GTR. Günter Klass und Jochen Neerpasch pilotierten einen Porsche 356B 2000 GS GT. Pucci, schon 41 Jahre alt und in Palermo geboren, kam 1959 zur Werksmannschaft von Porsche und wurde im selben Jahr Dritter bei Targa. Damals war Huschke von Hanstein nach als Fahrer aktiv und sein Rennpartner. 
Vom Start war übernahm Joakim Bonnier im 718 GTR die Führung, gefolgt von Barth im Achtzylinder-904 und Gurney im Cobra. Bonnier legte die erste Runde in 41 Minuten und 16 Sekunden zurück und fuhr einen beachtlichen Vorsprung heraus. Aber schon in der folgenden zweiten Runde musste Bonnier nach einem Defekt an der Kraftübertragung aufgeben. Dadurch übernahm Barth die erste Stelle im Rennen, knapp vor Jean Guichet im von der Scuderia St. Ambroeus gemeldeten Ferrari 250 GTO/64. Ein weiterer Wagen der Scuderia St. Ambroeus war ein Porsche 904 GTS, der von Gianni Bulgari und Maurizio Grana gefahren wurde. Bulgari übernahm in der dritten Runde die Führung, fiel aber in der fünften wegen eines Chassisbruchs aus. In derselben Runde übergab Colin Davis seinen Porsche an Pucci, der in der Folge das Rennen seines Lebens fuhr. Nach vier sehr schnellen Runde brachte er den Wagen von der dritten Stelle an die Spitze und feierte gemeinsam mit Davis, dessen Vater Sammy schon Rennfahrer, und 1927 der erste Bentley-Sieger in Le Mans war, einen sicheren Gesamtsieg. Der Vorsprung auf die zweitplatzierten Teamkollegen Balzarini und Linge betrug im Ziel mehr als 13 Minuten.
Antonio Pucci war nach Alessandro Cagno 1906 und Constantino Magistri 1936 der dritte Sizilianer, der die Targa für sich entscheiden konnte. Zu einem Desaster wurde das Rennen für die Shelby Cobras. Durch Defekte und Unfälle fielen bis auf einen Wagen alle aus. Dieser wurde von Gurney und Grant an die achte Stelle der Gesamtwertung gefahren. Der Rückstand auf den Siegerwagen betrug 28 Minuten.

## Ergebnisse

### Schlussklassement
| 1               | GT 2.0   | 86  | Porsche System Engineering | Antonio Pucci Colin Davis                 | Porsche 904 GTS            | 10 |
| 2               | GT 2.0   | 84  | Porsche System Engineering | Gianni Balzarini Herbert Linge            | Porsche 904 GTS            | 10 |
| 3               | GT 1.6   | 58  | Scuderia Sant Ambroeus     | Roberto Bussinello Nino Todaro            | Alfa Romeo Giulia TZ       | 10 |
| 4               | GT 1.6   | 60  | Scuderia Sant Ambroeus     | Sergio Pedretti Alfonso Thiele            | Alfa Romeo Giulia TZ       | 10 |
| 5               | GT 3.0   | 114 | Scuderia Sant Ambroeus     | Luigi Taramazzo Corrado Ferlaino          | Ferrari 250 GTO/64         | 10 |
| 6               | P 2.0    | 186 | Porsche System Engineering | Edgar Barth Umberto Maglioli              | Porsche 904/8              | 10 |
| 7               | GT 2.0   | 74  | Porsche System Engineering | Günter Klass Jochen Neerpasch             | Porsche 356B 2000 GS GT    | 10 |
| 8               | GT + 3.0 | 146 | Shelby American Inc.       | Dan Gurney Jerry Grant                    | Shelby Cobra               | 10 |
| 9               | GT 3.0   | 112 | Ulf Norinder               | Ulf Norinder Picko Troberg                | Ferrari 250 GTO            | 10 |
| 10              | GT 3.0   | 126 | Scuderia Filipinetti       | Claude Bourillot Michel de Bourbon-Parma  | Ferrari 250 GTO            | 10 |
| 11              | S 2.0    | 178 | Mennato Boffa              | Mennato Boffa Odoardo Govoni              | Maserati Tipo 60           | 9  |
| 12              | GT 3.0   | 128 | Scuderia San Marco         | Egidio Nicolosi Abramo Zanardelli         | Ferrari 250 GTO            | 9  |
| 13              | GT 3.0   | 120 | Baldassare Taormina        | Baldassare Taormina Pasquale Tacci        | Ferrari 250 GT Lusso       | 9  |
| 14              | GT 2.0   | 90  | Jacques Rey                | Jacques Rey Jean-Pierre Hanrioud          | Porsche 904 GTS            | 9  |
| 15              | P 2.0    | 190 | Societé Automobiles Alpine | Lucien Bianchi Mauro Bianchi              | Alpine M63B                | 9  |
| 16              | GT 1.6   | 62  | Settecolli                 | Antonio Nicodemi Francesco Lessona        | Alfa Romeo Giulia TZ       | 9  |
| 17              | GT 1.3   | 12  | Pietro Laureati            | Pietro Laureati Secondo Ridolfi           | Abarth-Simca 1300 Bialbero | 9  |
| 18              | GT 1.3   | 36  | Giovanni Rigano            | Giovanni Rigano Alfonso Merendino         | Alfa Romeo Giulietta SZ    | 9  |
| 19              | GT 1.3   | 22  | Antonio Petruzzi           | Gregorio Garzone Antonio Petruzzi         | Alfa Romeo Giulietta SZ    | 9  |
| 20              | GT 1.3   | 30  | Giuseppe Picciotto         | Giuseppe Picciotto Checco D’Angelo        | Alfa Romeo Giulietta SZ    | 9  |
| 21              | GT 1.3   | 10  | Scuderia Sant Ambroeus     | Girolamo Capra Luciano Galli              | Alfa Romeo Giulietta SZ    | 9  |
| 22              | GT 1.3   | 8   | Salvatore Panepinto        | Salvatore Panepinto Giuseppe Parla        | Alfa Romeo Giulietta SZ    | 9  |
| 23              | GT 2.5   | 104 | Francesco Santoro          | Francesco Santoro Mario Raimondo          | Lancia Flaminia            | 9  |
| 24              | GT 1.3   | 24  | Vito Sabbia                | Vito Sabbia Gaetano Spampinato            | Alfa Romeo Giulietta SVM   | 9  |
| 25              | GT 1.3   | 4   | Scuderia Pegaso            | Guido Garufi Ignazio Capuano              | Abarth-Simca 1300 Bialbero | 8  |
| 26              | GT 1.6   | 54  | Scuderia Etna              | Vito Tipa Nicolo Lombardo                 | Romeo Giulia Sprint 1600   | 8  |
| 27              | GT 1.6   | 56  | San Marco                  | Mario Nardari Ottorino Zarattin           | Osca 1600 GT2              | 8  |
| 28              | GT 1.3   | 28  | Scuderia Pegaso            | Vincenzo Mirto Randazzo Giuseppe Crisafi  | Alfa Romeo Giulietta SS    | 8  |
| Ausgefallen     |          |     |                            |                                           |                            |    |
| 29              | GT 2.0   | 72  | Scuderia Filipinetti       | Herbert Müller Bernhard Rayers            | Porsche 904 GTS            | 9  |
| 30              | GT + 3.0 | 142 | Shelby American Inc.       | Phil Hill Bob Bondurant                   | Shelby Cobra               | 9  |
| 31              | GT + 3.0 | 150 | Shelby American Inc.       | Vito Coco Vincenzo Arena                  | Shelby Cobra 289           | 7  |
| 32              | GT + 3.0 | 152 | Tommy Hitchcock            | Zourab Tchkotoua Tommy Hitchcock          | Shelby Cobra               | 7  |
| 33              | GT + 3.0 | 148 | Shelby American Inc.       | Masten Gregory Innes Ireland              | Shelby Cobra               | 6  |
| 34              | GT 1.3   | 2   | Scuderia Pegaso            | Franco Tagliavia Antonio di Salvo         | Alfa Romeo Giulietta SZ    | 5  |
| 35              | GT 2.0   | 78  | Scuderia St. Ambroeus      | Gianni Bulgari Maurizio Grana             | Porsche 904 GTS            | 5  |
| 36              | GT 2.0   | 80  | Luciano Conti              | Luciano Conti Giancarlo Venturi           | Abarth-Simca 2000GT        | 5  |
| 37              | GT 3.0   | 118 | Scuderia St. Ambroeus      | Jean Guichet Carlo Facetti                | Ferrari 250 GTO/64         | 5  |
| 38              | S 2.0    | 162 | Settecolli                 | Leandro Terra Cesare Toppetti             | Ferrari Dino 196SP         | 5  |
| 39              | GT 1.3   | 16  | Scuderia Etna              | Angelo Bonaccorsi Francesco Susinno       | Alfa Romeo Giulietta SZ    | 4  |
| 40              | GT 1.3   | 20  | Societé Automobiles Alpine | José Rosinski Jean Rolland                | Alpine A110                | 4  |
| 41              | GT 3.0   | 132 | Luigi Mosca                | Luigi Mosca Fortinbras                    | Ferrari 250 GTO            | 4  |
| 42              | P 2.0    | 182 | HF Squadra Corse           | René Trautmann Leo Cella                  | Lancia Flavia Sport Zagato | 4  |
| 43              | GT 1.3   | 40  | Societé Automobiles Alpine | Jacques Féret Pierre Orsini               | Alpine A110                | 3  |
| 44              | GT 2.0   | 76  | Abarth & Cie               | Hans Herrmann Franco Patria               | Abarth-Simca 2000GT        | 3  |
| 45              | GT 2.0   | 94  | Andrea Vianini             | Andrea Vianini Bruno Deserti              | Porsche 904 GTS            | 3  |
| 46              | S 2.0    | 176 | Vita Foam                  | Rupert Jones Harry Ratcliffe              | Morris Mini Cooper S       | 3  |
| 47              | P 2.0    | 184 | HF Squadra Corse           | Marco Crosina Ferdinando Frescobaldi      | Lancia Flavia Sport Zagato | 3  |
| 48              | P 2.0    | 192 | D. H. Motorcobra           | Paddy Hopkirk Tommy Wisdom                | Austin-Healey Sprite       | 3  |
| 49              | P 3.0    | 204 | Scuderia Centro Sud        | Piero Frescobaldi Giancarlo Baghetti      | ATS 2500 GT Coupé          | 3  |
| 50              | GT 1.3   | 6   | René Bonnet                | Louis Navarro Jean-Jacques Pagnon         | René Bonnet Djet           | 2  |
| 51              | GT 1.3   | 14  | Scuderia Etna              | Giuseppe Virgilio Alfio Monaco            | Alfa Romeo Giulietta SZ    | 2  |
| 52              | GT 1.3   | 38  | René Bonnet                | Roland Charrière Robert Bouharde          | René Bonnet Djet           | 2  |
| 53              | S 2.0    | 164 | Filippo di Liberto         | Domenico Rotolo Filippo di Liberto        | Osca MT4 1000              | 2  |
| 54              | GT 1.3   | 164 | Scuderia Pegaso            | Sergio Mantia Sergio Abbate               | Alfa Romeo Giulietta SZ    | 1  |
| 55              | GT 1.3   | 34  | Scuderia Etna              | Rosario Montalbano Salvatore Calascibetta | Abarth-Simca 1300 Bialbero | 1  |
| 56              | GT 2.0   | 82  | Abarth & Cie               | Tommy Spychiger Antonio Riolo             | Abarth-Simca 2000GT        | 1  |
| 57              | GT 2.5   | 102 |                            | Stefano Sillitti Carmelo Giugno           | Lancia Flaminia            | 1  |
| 58              | GT 2.5   | 106 |                            | Antonio Scimone Luigi Randazzo            | Lancia Flaminia            | 1  |
| 59              | S 2.0    | 168 | Peloritana                 | Franco Lisitano Letterio Cucinotta        | Fiat 8V                    | 1  |
| 60              | P 2.0    | 188 | Porsche System Engineering | Joakim Bonnier Graham Hill                | Porsche 718 GTR            | 1  |
| 61              | P 2.0    | 194 | Antonino Siddi             | Antonino Siddi Alfredo Fondi              | MGB                        | 1  |
| 62              | P 3.0    | 202 | Scuderia Centro Sud        | Teodoro Zeccoli Paolo Gardi               | ATS 2500 GT Coupé          | 1  |
| 63              | GT 2.0   | 92  | Emanuele Benedetto         | Emanuele Bendetto Vittorio Orlando        | Porsche 356 Carrera        | 1  |
| Nicht gestartet |          |     |                            |                                           |                            |    |
| 64              | GT 1.6   | 52  |                            | Giancarlo Rigamonti Vincenzo Riolo        | Alfa Romeo Giulia          | 1  |
| 65              | GT 2.0   | 88  | Hasse Radefalk             | Hasse Radefalk George Duneborn            | Porsche 904 GTS            | 2  |
| 66              | S 2.0    | 174 | Jackie Epstein             | Jackie Epstein Bill Wilks                 | Brabham BT8                | 3  |

1 Unfall im Training
2 Unfall im Training
3 nicht gestartet

### Nur in der Meldeliste
Hier finden sich Teams, Fahrer und Fahrzeuge, die ursprünglich für das Rennen gemeldet waren, aber aus den unterschiedlichsten Gründen daran nicht teilnahmen.
| Pos. | Klasse   | Nr. | Team        | Fahrer                   | Chassis         |
| ---- | -------- | --- | ----------- | ------------------------ | --------------- |
| 67   | GT 1.3   | 18  |             | Jean Sage Jean Sirdey    | Alpine A110     |
| 68   | GT 3.0   | 116 | David Piper |                          | Ferrari 250 GTO |
| 69   | GT 3.0   | 122 | Ian Burgess | Ian Burgess Mario Cabral | Ferrari 250 GTO |
| 70   | GT + 3.0 | 144 | AC Cars     |                          | AC Cobra        |
| 71   | S 1.0    | 166 |             |                          | De Sanctis      |

### Klassensieger
| Klasse   | Fahrer                  | Fahrer           | Fahrzeug                   | Platzierung im Gesamtklassement |
| -------- | ----------------------- | ---------------- | -------------------------- | ------------------------------- |
| P 3.0    | kein Teilnehmer im Ziel |                  |                            |                                 |
| P 2.0    | Edgar Barth             | Umberto Magliolo | Porsche 904/8              | Rang 6                          |
| S 2.0    | Mennato Boffa           | Odoardo Govoni   | Maserati Tipo 60           | Rang 11                         |
| GT + 3.0 | Dan Gurney              | Jerry Grant      | Shelby Cobra               | Rang 8                          |
| GT 3.0   | Luigi Taramazzo         | Corrado Ferlaino | Ferrari 250 GTO/64         | Rang 5                          |
| GT 2.0   | Antonio Pucci           | Colin Davis      | Porsche 904 GTS            | Gesamtsieg                      |
| GT 1.6   | Roberto Bussinello      | Nino Todaro      | Alfa Romeo Giulia TZ       | Rang 3                          |
| GT 1.3   | Pietro Laureati         | Secondo Ridolfi  | Abarth-Simca 1300 Bialbero | Rang 17                         |

### Renndaten
- Gemeldet: 71
- Gestartet: 63
- Gewertet: 28
- Rennklassen: 8
- Zuschauer: unbekannt
- Wetter am Renntag: warm und trocken
- Streckenlänge: 72,000 km
- Fahrzeit des Siegerteams: 7:10:53,300 Stunden
- Gesamtrunden des Siegerteams: 10
- Gesamtdistanz des Siegerteams: 720,000 km
- Siegerschnitt: 100,258 km/h
- Schnellste Trainingszeit: unbekannt
- Schnellste Rennrunde: Colin Davis – Porsche 904 GTS (#86) – 41:10,400 = 104,022 km/h
- Rennserie: 3. Lauf zur Sportwagen-Weltmeisterschaft 1964